# Новогодняя
Нового́дняя ― популярная новогодняя песня в исполнении советской и российской музыкальной группы Дискотека Авария. Песня была записана в 1999 году.

## История
Музыкальная группа Дискотека Авария была образована в 1990 году Алексеем Рыжовым и Николаем Тимофеевым из города Иваново. В 1991 году в коллектив пришёл Олег Жуков, в 1997 ― Алексей Серов. Именно такой состав группы считался «золотым» до 2002 года.
Квартет получил определённую популярность в Иваново, выпустил свой дебютный альбом, однако в России он не был известен.
В 1999 году Рыжов и Тимофеев пришли в студию звукозаписи «Союз» и предложили продюсерам несколько композиций группы. Студия включила их песни в сборники популярной музыки, после чего о группе узнала вся Россия. Затем музыканты выпустили свой второй альбом «Марафон» (1999), в этом сборнике была и песня «Новогодняя».
До этого шуточную новогоднюю песню музыканты и раньше исполняли на дискотеках своего родного города. Но во время работы над альбомом «Марафон» они решили основательно переделать композицию. Именно тогда Алексей Рыжов и придумал теперь уже легендарный припев:

«Новый Год к нам мчится, скоро все случится. Сбудется что снится, что опять нас обманут, ничего не дадут. Ждать уже недолго, скоро будет ёлка. Только мало толка если Дед Морозу песню дети не запоют».— 
Рыжов является и автором мелодии песни.
Премьера композиции состоялась в эфирах радиостанций в конце 1999 года. Сразу же музыканты сняли клип. Однако в 1999 году слушатели эту песню проигнорировали. Но неожиданно, летом 2000 года, композиция «Новогодняя» приобрела широкую популярность, задолго до празднования Нового года. Тогда группа гастролировала в Одессе, и зрители уже требовали исполнить «Новогоднюю».
К 31 декабря 2000 года песня превратилась в абсолютный хит и звучала на большинстве русскоязычных радиостанций и на телевидении. Группа с этой песней приобрела широкую популярность в России.
Коллектив получил множество наград и премий. Немалую роль в этом успехе сыграла и «Новогодняя» песня. Спустя годы слушатели продолжают ассоциировать группу именно с этой композицией. В видеоклипах песни роль «Деда Мороза» исполнял певец Олег Жуков, скончавшийся в 2002 году от онкологического заболевания.
Со временем состав коллектива значительно изменился. В последние годы в группе песню «Новогодняя» исполняет солистка Анна Хохлова. Но по мнению большинства поклонников группы, её версия песни лишена праздничного «новогоднего духа», который присутствовал в ней раньше.
Официальный видеоклип песни на YouTube просмотрели более 49 миллионов зрителей.
Композиция «Новогодняя» обладает зажигательными танцевальными ритмами, при этом сама песня была простой и легко запоминалась. У публики сразу же появлялось желание подпевать. У слушателей и зрителей это произведение вызывало чувство грядущего чуда, которое вот-вот произойдёт.